# Radioactive Man (Simpsons-avsnitt)
"Radioactive Man" är avsnitt två från säsong sju av Simpsons. Avsnittet sändes på Fox i USA den 24 september 1995. I avsnittet bestämmer ett par Hollywood-producenterna sig för att spela in en ny film om Radioactive Man i Springfield. Bart Simpson försöker få rollen som Fallout Boy men den går istället till Milhouse som egentligen inte vill ha rollen och rymmer från inspelningen. Avsnittet skrevs av John Swartzwelder och regisserades av Susie Dietter. Mickey Rooney gästskådespelar som sig själv och Phil Hartman som Lionel Hutz. Avsnittet är det första där scenerna målades digitalt. Avsnittet innehåller flera referenser till Batman men också till Waterworld och "Lean on Me".

## Handling
Bart och Milhouse blir glada då de får reda på att det ska göras en ny film om Radioactive Man och då eleverna på Springfield Elementary School får reda på att de ska ha en audition till Fallout Boy i skolan gör alla elever allt för att få rollen. Bart är en av dem, men då han får reda på att han är en tum för kort för att få rollen försöker han bli en tum längre till nästa dag då auditionen ska fortsätta. Nästa dag har Bart blivit en halv tum längre, vilket inte räcker, så han tar på sig ett par skor som gör honom lagom lång. Han får ändå inte rollen, eftersom producenterna bestämt sig för att ge Milhouse rollen, fast han inte egentligen vill, utan blivit påtvingad den av sina föräldrar. Bart bestämmer sig för att hjälpa Milhouse under inspelningarna, där Milhouse vantrivs och han bestämmer sig för att rymma efter några inspelningsdagar från inspelningen, och alla i Springfield börjar leta efter honom. Bart hittar honom i sin trädkoja och försöker övertala honom att fortsätta inspelningen men han vägrar. Mickey Rooney försöker sen övertyga Milhouse, men misslyckas. Rooney försöker då övertyga producenterna att ge honom rollen istället för Milhouse, men de bestämmer sig istället för att lägga ner produktionen och åker tillbaka till Hollywood.

## Produktion
Avsnittet skrevs av John Swartzwelder och regisserades av Susie Dietter. Dietter tog hjälp av Batman: The Animated Series för att få inspiration. Dietter trodde inte att avsnittet skulle bli roligt då hon läste manuset men efter att avsnittet var färdigt gillade hon resultatet. Avsnittet är det första i Simpsons där scenerna är färgade digitalt, detta gjordes hos USAnimation. Andra avsnittet med digital färgning var i säsong 12 och avsnittet, "Tennis the Menace". Mickey Rooney gästskådespelar som sig själv i avsnittet, Rooney spelade in sina repliker tillsammans med de andra röstskådespelarna. Han var sen till inspelningarna, men var mycket entusiastisk över rollen. Även Phil Hartman gästskådespelar som Lionel Hutz.

## Kulturella referenser
Radioactive Man-scenerna i avsnittet innehåller flera referenser till Batman. Rollfiguren Scoutmaster är baserat på Paul Lynde. Scenerna då Radioactive Man och Fallout Boy fångas i Aquaworld är det en referens till Waterworld. Producenterna säger i avsnittet att Milhouse kommer att bli lika stor som Gabby Hayes. Moe Szyslak berättar i avsnittet att han spelade Smelly i Busungarna tills han dödade Alfalfa då han stal hans skämt i serien. Sången "Lean on Me" spelas i slutet av avsnittet. I avsnittet använder Comic Book Guy på datorn usenet-gruppen alt.nerd.obsessive för att reda på vem som ska spela Radiaoctive Man.

## Mottagande
Avsnittet hamnade på plats 51 över mesta sedda program under veckan med en Nielsen ratings på 9.5 och var det fjärde mest sedda avsnittet på Fox under veckan.
I boken I Can't Believe It's a Bigger and Better Updated Unofficial Simpsons Guide skriver Warren Martyn och Adrian Wood att avsnittet är en underbar pastisch på Tim Burtons Batman-filmer och att de anser att Milhouse är den självklara kandidaten för Fallout Boy.
I DVD Movie Guide har Colin Jacobson skrivit att han gillade avsnittet men anser inte att det kan kallas en klassiker. Avsnittet innehåller ett par roliga bitar men att skämta om filmbranschen är inget nytt. Det görs dock ändå bra i avsnittet.
Jennifer Malkowski på DVD Verdict anser att den bästa delen är då Krusty försöker få en roll i filmen och gav avsnittet betyget A-.
Nancy Basile på About.com anser att avsnittet är en av hennes 20 favoriter och tycker att vänskapen mellan Bart och Milhouse är bedårande och rörande. Avsnittets skämt om Hollywood blev väldigt effektivt och hon gillar de roliga scenerna med Rainier Wolfcastle och Lionel Hutz.
Graham Beckwith på The Lantern anser att Rainier Wolfcastles replik då han får syra i ögonen är en av de bästa i serien.
På Total Film placerade Nathan Ditum placera Rooneys medverkande som det åttonde bästa i seriens historia och gillar att han kan skämta om sig själv.